# DJ Tatana
DJ Tatana, pseudonimo di Tatana Sterba (Uherské Hradiště, 7 ottobre 1978), è una disc-jockey e producer ceca naturalizzata svizzera.
Nel 1980 emigrò con la sua famiglia in Svizzera.
Tatana è fra gli artisti svizzeri di maggior successo negli anni 2000, grazie all'uscita di diversi album. Il suo album di debutto 24 Carat, è stato pubblicato nel febbraio 2000.
Il debutto di Tatana in classifica è arrivato nel maggio 1999, con l'uscita del singolo "End Of Time", una collaborazione con Dj Energy. Il singolo non fu un gran successo, ma servì a delineare la DJ nel genere trance svizzero. Seguirono il singolo "More Than Words - Street Parade Hymn '99", inno della Street Parade di quell'anno, insieme a "Dream Off", contenuti nel suo album di debutto.
Tatana tornò nel novembre 2000 con l'album Pure Elements. Venne poi pubblicato un terzo album, intitolato Pink Punk, nel maggio 2001. L'album raggiunse la posizione n°5 ed è stato il suo più grande successo fino ad oggi.
I singoli Elemens Of Culture - Street Parade Hymn 2004 e All That I Feel (quest'ultimo con il cantante Pee) acquisirono abbastanza fama, e nell'aprile 2005 venne pubblicato l'album Peace and Love. L'album sarebbe arrivato in prima posizione, un'impresa mai raggiunta da qualsiasi produttore di musica trance nella storia delle classifiche svizzere.
Il suo terzo singolo Today Is Tomorrow - Street Parade 2005, accompagnato dalla voce di Morris, fu pubblicato nel luglio 2005.
Il 3 dicembre 2005 Tatana pubblica il suo album Greatest Hits. L'album ha raggiunto un picco con il numero 13 nella classifica dei singoli.
Il suo singolo del 2008 "Spring Breeze" è stato incluso nell'album A State Of Trance Year Mix 2008 di Armin van Buuren.
Nel 2011, ha collaborato con Tatana la cantautrice britannica Natalia Kills per il singolo You Can't Get in My Head (If You Can't Get in My Bed), singolo presente nel nuovo album chiamato Heart.

## Discografia

### Album
- 1998 - The Mix - Vol. 1
- 2000 - 24 Karat
- 2000 - Pure Elements
- 2001 - Pink Punk
- 2002 - Superpop
- 2003 - Wildlife
- 2004 - This Is Trance
- 2004 - Neon Lights
- 2005 - Peace and Love
- 2005 - Greatest Hits
- 2006 - Electrify
- 2006 - A Tribute To Trance
- 2007 - Variété (The Show)
- 2008 - Tatana
- 2011 - Heart

### Singoli
- 1998 - "What The Hell Is So Funny...?"
- 1998 - "Summerstorm"
- 1999 - Dj Energy & Tatana - "End Of Time"
- 1999 - "More Than Words (Street Parade 1999 Hymn)"
- 2000 - "Dream Off"
- 2001 - DJ Tatana meets DJ Rankin - "Feel (Energy 2001 Theme)"
- 2002 - "Words"
- 2003 - "Moments"
- 2003 - DJ Rankin & Tatana - "Liberty (Energy 2003 Theme)!"
- 2004 - "Always On My Mind" (feat. Jaël)
- 2004 - "Elements Of Culture" (Street Parade 2004 Hymn)
- 2005 - "All That I Feel" (feat. Pee)
- 2005 - "Today Is Tomorrow (Street Parade 2005 Hymn)" (feat. Morris)
- 2005 - "If I Could" (feat. Joanna)
- 2006 - "Free"
- 2006 - "Silence" (feat. Sarah Vieth)
- 2007 - "Summer Days"
- 2007 - "I Can"
- 2008 - "Spring Breeze"
- 2012 - "You Can't Get In My Head (If You Don't Get In My Bed)" (feat. Natalia Kills)

### Compilation
- 1998 - Street Parade 1998 - Live
- 1999 - Goliath 4
- 1999 - Street Parade 1999
- 2001 - Energy 2001
- 2001 - Energy 2001 - The Annual
- 2002 - Energy 2002
- 2002 - Sirup Vol. 1
- 2003 - Energy 2002 - The Annual
- 2003 - Energy 2003 - CD2
- 2004 - Street Parade 2004
- 2004 - Energy 2005 - The Annual
- 2005 - Street Parade 2005
- 2005 - Energy 2006 - The Annual
- 2006 - Summer Parade 2006
- 2006 - Energy 2007 - The Annual
- 2007 - Summer Parade 2007
- 2008 - Energy 2008 - The Annual
- 2008 - Summer Parade 2008
- 2009 - Summer Parade 2009